# Аведиков, Авдей Карпович
Авдей Карпович Аведи́ков (укр. Овдій Карпович Аведиков; 1877—1919, Харьков) — украинский актёр театра, антрепренёр. Муж Елизаветы Потоцкой. Отец заслуженных артистов УССР Петра и Виктора Аведиковых.

## Биографические сведения
Дебютировал в 1888 году в труппе родного дяди Леонида Аведикова — родоначальника театральной династии Аведиковых.
Позже работал в труппе Алексея Суходольского. Также содержал и собственные театральные труппы.
В 1919 году стал одним из организаторов создания первого украинского советского образцового театра в Харькове.
Умер в Харькове.